# Charmed Life
A Charmed Life Billy Idol brit rockénekes  negyedik nagylemeze, amely 1990. május 1-jén jelent meg. Három kislemez jelent meg róla: a híresebb Cradle of Love a Ford Fairlane kalandjai című filmnek volt az egyik betétdala, amely 1990-ben az MTV Video Music Awards-on is díjazott lett (rendezte David Fincher). Második kislemeze, az "L.A. Woman" a The Doors régi slágerének a feldolgozása volt. A harmadik kislemezként pedig a Prodigal Blues-t adták ki. Az album platinalemez lett az USA-ban, és ezüstlemez Nagy-Britanniában. Ez volt az első olyan Billy Idol-album, amelynél a gitáron nem Steve Stevens, hanem a texasi születésű blues-gitáros, Mark Younger-Smith játszott.

## Az album dalai
| 1.    | The Loveless                 | Billy Idol, Mark Younger-Smith                            | 4:17 |
| 2.    | Pumping on Steel             | Idol, Younger-Smith                                       | 4:41 |
| 3.    | Prodigal Blues               | Idol                                                      | 5:41 |
| 4.    | L.A. Woman                   | John Densmore, Robbie Krieger, Ray Manzarek, Jim Morrison | 5:29 |
| 5.    | Trouble With the Sweet Stuff | Idol, Keith Forsey, Younger-Smith, Dave Concors           | 5:58 |
| 6.    | Cradle of Love               | Idol, David Werner                                        | 4:40 |
| 7.    | Mark of Caine                | Idol                                                      | 4:31 |
| 8.    | Endless Sleep                | Dolores Nance, Jody Reynolds                              | 3:12 |
| 9.    | Love Unchained               | Idol                                                      | 4:39 |
| 10.   | The Right Way                | Idol                                                      | 5:03 |
| 11.   | License to Thrill            | Idol, Forsey                                              | 6:01 |
| 54:20 |                              |                                                           |      |

## Közreműködtek
- Billy Idol – ének, gitár
- Mark Younger-Smith – gitár, basszusgitár
- Phil Soussan, Jimmy Johnson, Phil Shenale, Vito – basszusgitár
- Mike Baird, Keith Forsey – dobok
- Arthur Barrow, Greg Mathieson - billentyűk

## Helyezések
| Egyesült Királyság | Ezüstlemez   |
| Egyesült Államok   | Platinalemez |